# Stefan Catsicas
Stefan Catsicas, né en 1958, est un biologiste moléculaire suisse spécialisé en neurosciences d'origine grecque et italienne. 
Il est membre de la direction et responsable de la science et technologie de Nestlé de 2013 à 2018, vice-président de la recherche à l'EPFL de 2000 à 2004 et directeur de la biologie cellulaire de la faculté de médecine de Lausanne de 1996 à 2000. Il dirige depuis 2018 Skyviews Life Science, société suisse dédiée aux investissements en sciences de la vie. 

## Biographie
Stefan Catsicas commence son parcours scientifique par des études en sciences naturelles à l’Université de Lausanne, avec une thèse de doctorat touchant au développement du système nerveux qu'il obtient en 1987. Il poursuit ensuite ses études dans le domaine au Research Institute of Scripps Clinic à San Diego, en Californie. 
De retour en Suisse, il dirige le département de neurobiologie du groupe pharmaceutique Glaxo à Genève entre 1991 à 1996, avant de poursuivre sa carrière académique à l’Université de Lausanne en tant que professeur et directeur de l’Institut de biologie cellulaire, puis en tant que professeur en ingénierie cellulaire à L'EPFL. En 2000, Patrick Aebischer le choisit pour être vice-président de la recherche à l’Ecole Polytechnique Fédérale de Lausanne. Avocat de la pluridisciplinarité, il va diriger les collaborations avec Alinghi pour la Coupe de l'America et avec Solar Impulse pour le tour du monde à l'énergie solaire,. 
En 2004, il quitte son rôle à l'EPFL et cofonde Tilocor Life Science, un groupe privé d'entreprises de biotechnologie. 
En 2011, Catsicas retourne dans le monde académique en qualité de recteur et vice-président exécutif de la King Abdullah University of Science & Technology. 
En 2013, il est nommé membre de la direction et responsable de la science et  technologie (CTO) chez Nestlé, poste qu'il occupe de 2013 à 2018,. 
En 2018, il publie un premier roman, La Séquence (Editions Favre) qui se déroule dans le domaine de la recherche génétique,.
Depuis 2018, Stefan Catsicas est cofondateur et dirige Skyviews Life Science, société suisse dédiée aux investissements en sciences de la vie, et notamment en biotechnologie, nutrition avancée et santé digitale. 